# Cewice (stacja kolejowa)
Cewice – nieczynna stacja kolejowa w Cewicach, w województwie pomorskim, w Polsce.
| Cewice                                  |  |                          |
| Linia kolejowa Lębork - Bytów (16,9 km) |  |                          |
| Maszewo Lęborskieodległość: 5,805 km    |  | Oskowo odległość: 3,3 km |